# 黄威 (中国足球员)
黄威（1993年10月29日—）是一名中国足球运动员，现在效力于中国足球超级联赛球队上海申鑫，司职后卫。

## 俱乐部生涯
2006年，黄威离开家乡昆明前往成都足协德瑞足球培训中心接受专业足球训练，2010年进入法国球队梅斯的青训体系。 2012年，黄威转投葡萄牙乙级球队马夫拉，但由于没有按时办好参赛证，无法在正式比赛出场。2013年1月31日，黄威转会到葡萄牙足球超级联赛豪门本菲卡。 黄威进入本菲卡B队参加葡萄牙足球甲级联赛。2013年4月28日，他在本菲卡B队1比1战平阿洛卡的比赛首发并踢满全场，上演职业生涯的首秀。  他在2012/13赛季葡甲联赛剩下的5场比赛均获得出场机会。2014年7月20日，黄威转会到另一支葡甲球队法鲁人。8月27日，他在法鲁人1比0击败里斯本东方的比赛首次代表球队亮相。 2015年2月27日，黄威回到中国，加盟中国足球超级联赛球队上海申鑫。